# Велье (Пушкиногорский район)
Ве́лье — село в Пушкиногорском районе Псковской области России. Административный центр Велейской волости.

## Топоним
Название Велье происходит от эстонского вялья — просторный, свободный.

## География
Находится в центральной части области, в пределах южной части Великорецкой равнины, в зоне хвойно-широколиственных лесов, на берегах озёр Велье, Чадо и Чёрное.

### Климат
Климат характеризуется как умеренно континентальный, влажный, с продолжительной мягкой зимой и относительно тёплым летом. Среднегодовая температура воздуха — 4,8 °C. Средняя многолетняя температура самого холодного месяца (января) составляет −7—8 °С (абсолютный минимум — −41 °C), средняя температура самого тёплого (июля) — 17,5 — 18 °С (абсолютный максимум — 36 °C). Среднегодовое количество осадков составляет 550—650 мм, из которых большая часть выпадает в тёплый период.

## История
Находится городище Велье.

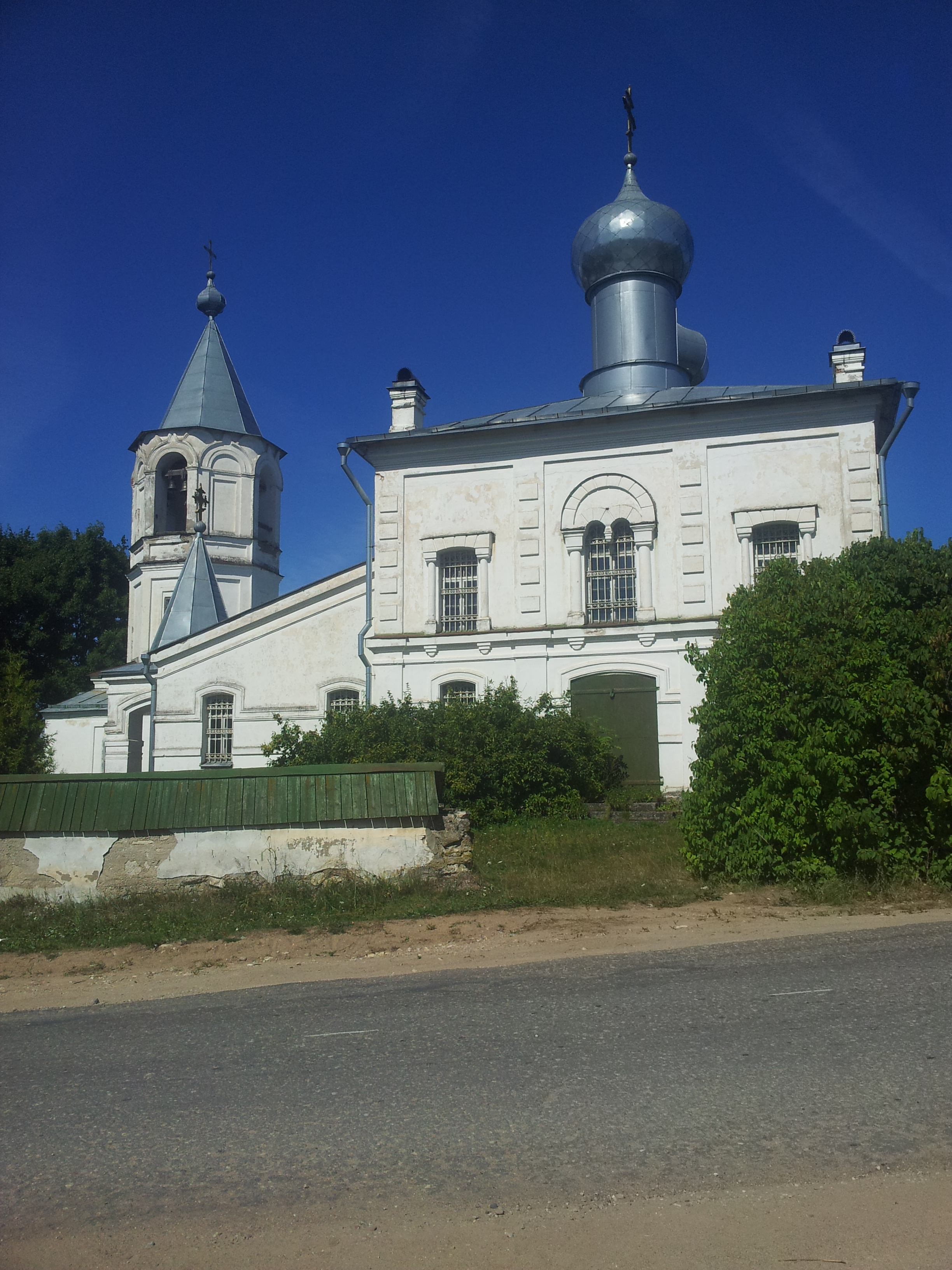
Вознесенская церковь

Впервые упоминается под 1368 годом — «В лето 6876 … рать Немецкая у Велья из Налесья была…» (Псковская первая летопись). Однако основание городища относится к более древнему периоду. Уникальная для Псковского края земляно-дерево-каменная крепость располагалась на 13-метровом холме над окружающими озёрами. На территории крепости находилась церковь Архангела Михаила. Велейская крепость была на передних рубежах обороны Псковских земель на юго-западных границах с Ливонией и Литвой и защищала узел важных сухопутных дорог из Литвы на Москву, Псков и Новгород.
Крепость осаждалась в 1408, 1409, 1426 годах немцами и литовцами, но ни разу не была сдана. В 1582 году Велье было разрушено во время Ливонской войны войскам польского короля Стефана Батория. После Северной войны в XVII веке крепость утратила оборонительное значение.
В XIX веке в селе Велье проходили многочисленные ярмарки. Благодаря расцвету льноводства и проходившему через Велейскую волость тракту Полоцк-Новогород в селе процветали купеческие династии.
Со второй половины XX века городище Велье, озеро Велье и историческая часть купеческого села Велье вошли в состав Музея-заповедника А. С. Пушкина.
Село сохраняет старинную планировку: с холма сбегают к озеру узенькие улочки.

## Население
| 2001 | 2002 | 2010 |
| ---- | ---- | ---- |
| 256  | ↘243 | ↘180 |

Численность населения составляет 256 человек (2000 год).

## Достопримечательности
- Церковь Воздвижения Креста Господня. Построена в 1763 году.
- Велейская крепость. Середина XIV века. Земляно-дерево-каменная, расположена на большом пологом холме. 260×70 м, с подсыпным земляным валом, окруженным тремя озёрами.
- Озеро Чадо. Примыкает к крепостному валу. С ним связано множество легенд.